# Gabriel Picón Gonzalez
Gabriel Picón Gonzalez est l'une des sept paroisses civiles de la municipalité d'Alberto Adriani dans l'État de Mérida au Venezuela. Sa capitale est La Palmita. En 2011, sa population s'élève à 4 201 habitants.

## Géographie

### Transports
La paroisse civile est bordée sur sa limite orientale par le río Chama longé également par l'autopista ou « autoroute » Mérida-El Vigía d'où se détache au nord du territoire la route Local 2 dite carretera ou « route » La Vigía-La Palmita qui traverse la capitale de la paroisse La Palmita, puis qui se prolonge au sud vers la paroisse civile de Mesa Bolívar de la municipalité voisine d'Antonio Pinto Salinas.

### Démographie
Hormis sa capitale La Palmita, la paroisse civile ne possède aucune autre localité.